# Кондырев, Виктор Леонидович
Ви́ктор Леони́дович Ко́ндырев (род. 22 ноября 1939, Ростов-на-Дону) — литератор в жанре документальной прозы, переводчик, педагог. Пасынок писателя Виктора Некрасова.

## Биография
- В 1963 году окончил Криворожский горнорудный институт по специальности «горный инженер».
- Работал на рудниках и в научно-исследовательских институтах Кривого Рога.
- С 1968 по 1970 гг. — служил в армии, в Амурской области.
- С 1972 года до самого отъезда во Францию своего отчима, писателя Виктора Платоновича Некрасова (12 сентября 1974 года), Виктор Кондырев многократно бывал в Киеве и жил в киевской квартире В. Некрасова, который обожал и своего пасынка, и внука Вадика.
- С 1976 года Виктор Кондырев с семьёй также эмигрировал в Париж, где они с Виктором Платоновичем продолжали крепко дружить и взаимно поддерживать друг друга, вплоть до смерти В. Некрасова (3 сентября 1987 года). В Париже Виктор Кондырев работал техническим переводчиком и одновременно преподавал русский язык в Сорбонне и в Политехнической школе.
- С ноября 2004 года — консультант выставки «Виктор Некрасов: возвращение в Дом Турбиных»[1].
- Совместно с Риталием Заславским и Александром Парнисом подготовил сборник воспоминаний о Викторе Некрасове[2].
- Содействовал созданию фильмов об отчиме: «Виктор Некрасов» (режиссёр Валерий Балаян, к 95-летию писателя)[3] и «Вся жизнь в окопах» (режиссёр Елена Якович, к его 100-летию).

## Семья
- мать — Галина Викторовна Базий (1914—2001), актриса.
- отчим — Виктор Платонович Некрасов, писатель.
- отец — Леонид Алексеевич Кондырев (1897—1961), актёр и режиссёр, заслуженный артист РСФСР.
- жена — Мила Кондырева.
- сын — Вадим Викторович Кондырев.

## Интересные факты
- После отъезда Виктора Некрасова за границу, его пасынку с семьёй полтора года не разрешали выехать из СССР. Проживая уже в Париже, Виктор Некрасов попросил знаменитого поэта Луи Арагона помочь вызволить его семью. В то время ЦК КПСС решил наградить поэта орденом Дружбы народов. После встречи с В. Некрасовым Луи Арагон пришёл в советское посольство и заявил послу Степану Васильевичу Червоненко, что если семью Кондыревых немедленно не выпустят из Союза, он открыто откажется от ордена. Угроза подействовала, и Виктора Кондырева выпустили, как говорили в то время, «под нажимом мировой общественности»[4].

## Публикации

### Книги
- Виктор Кондырев. «Все на свете, кроме шила и гвоздя». Воспоминания о Викторе Платоновиче Некрасове. Киев — Париж, 1972—1987 (ISBN 978-5-17-073243-2, 978-5-271-34487-9); — М.: АСТ, 2011. — «Виктор Леонидович, являясь одним из самых близких Виктору Некрасову людей, живо участвовал в его каждодневной жизни, о которой потом и написал свою мемуарную книгу. Книга очень богата различными событиями, историями и многочисленными встречами с известными людьми, такими как Лидия Чуковская, Булат Окуджава, Андрей Вознесенский, Мария Розанова, Андрей Синявский, Геннадий Шпаликов, Александр Галич, Владимир Максимов, Анатолий Гладилин, семья Лунгиных и многими-многими другими»
- Виктор Кондырев. «Сапоги — лицо офицера», Лондон, изд. «Оверсис», 1985 (книга была удостоена премии им. Даля, Париж, 1985)

### Рассказы
- «Перст судьбы», журнал «Континент», Париж, № 55, 1987 (Памяти В. П. Некрасова)
- «От Сталинграда до Пигаль», журнал «Октябрь», М., № 4, 2011
- «Всё на свете…», главы из книги, сборник «Всё о моем отце», сост. С. Николаевич и Э.Кусинович, М, АСТ, 2011

### Периодические издания
Периодически печатается в разных журналах, к примеру:
- Звезда[5]. «Постепенно опарижаниваюсь…». Письма В. П. Некрасова к В. Л. Кондыреву / Публ. В. Л. Кондырева; подгот. текста Н. А. Аль и Л. С. Дубшана; вступ. заметка и комментарии Л. С. Дубшана // Звезда. — 2004. — № 10. — С. 145—180
- «Радуга», журнал, «Перст судьбы», Киев, № 15, 2005
- «Сноб», журнал[6]
- «Октябрь»[7].
- «Дерибасовская-Ришельевская», альманах, «От Сталинграда до Пигаль. Два эпизода», Одесса, июнь 2011 (недоступная ссылка)
- «Story», журнал, Москва, № 5, 2015[8]

## Критика
- Захар Прилепин:

Заслуга Кондырева в том, что его книжка никогда не становится сведением счетов (или почти никогда — за исключением случая Марии Розановой, которую автор явно невзлюбил). Напротив, Кондырев написал вещь добрую и максимально непафосную. Достаточно пояснить, что само название её является фрагментом любимой некрасовской присловицы: «Мы е…али всё на свете, кроме шила и гвоздя: шило острое, кривое, а гвоздя е…ать нельзя»
- Анастасия Скорондаева:

Виктор Кондырев не просто вспоминает, он передает свои беседы с отчимом, и читатель чувствует все бурлящие эмоции и переживания Некрасова, которые не уложить в простое повествование. Одними из самых горьких моментов жизни для него были расставания с друзьями, некоторые из которых переставали быть ими из-за страха перед советской властью. «Не понимаю, не хочу понимать! Ну, нельзя же так бояться! Тридцатилетняя дружба!» — сокрушался Некрасов. Они боялись… На их место приходили новые.
- Кирилл Анкудинов:

Кондырев — приёмный сын Некрасова и лучше всех знает своего отчима; впрочем, знает в первую очередь с бытовой стороны, — от этого в тексте Кондырева обилие подробностей быта. Есть ещё одно обстоятельство: Виктор Некрасов был очень лёгким и незлобивым человеком (он и с советской властью поссорился не по идейной вражде и не по расчёту, а по собственному упрямому гусарскому легкомыслию). Виктор Кондырев — под стать отчиму лёгок и незлобив. Удивительное дело: в эмигрантском мемуаре Кондырев не осуждает никого (разве что советских бонз, да и тех — почти формально). Его воспоминания могут показаться незначительными, однако они ценны для тех, кто владеет навыком извлечения крупиц значимой информации из бытописательного потока.

## Награды и премии
- Лауреат премии им. В. Даля за книгу «Сапоги — лицо офицера», Париж, (1985)

## Галерея
- Виктор Некрасов, Вадим Кондырев, Галина Некрасова, Мила и Виктор Кондыревы Ванв, 31 декабря 1983
- Василий Аксенов, Виктор Некрасов, Виктор Кондырев Орлеан, 1985